# ナミタロウ

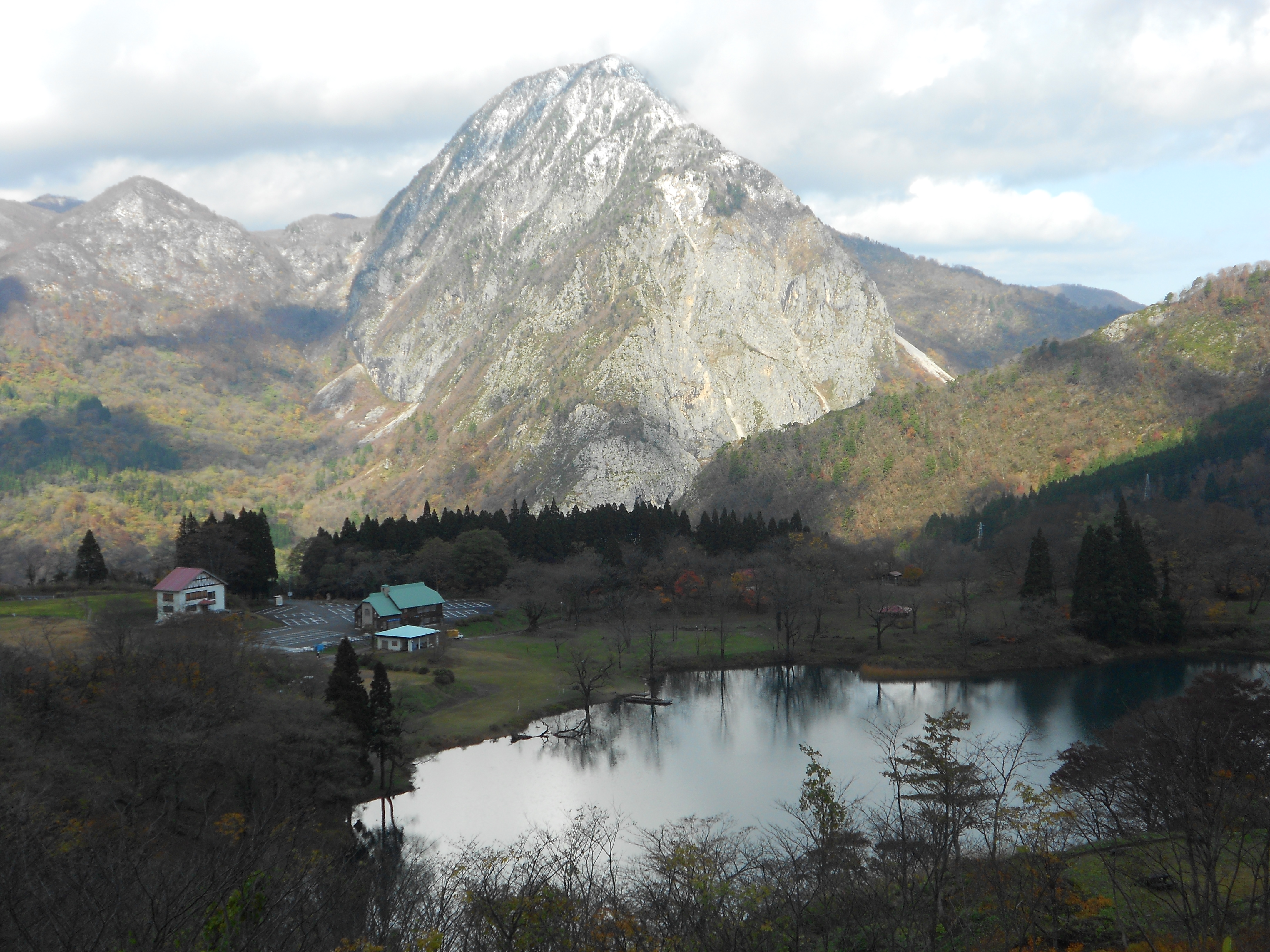
ナミタロウが生息しているといわれる高浪の池（手前）

ナミタロウ（浪太郎）は、新潟県糸魚川市の高浪の池に生息していると言われる伝説の巨大魚である。
体長は2メートルから3.6メートル、目撃証言によっては4メートルから5メートルあるという。高浪の池はカルデラ地形の東端にある標高540mに位置している池で、外周1キロ、水深12.9メートル（日本魚類学会による測定。地元では40メートルあるとされる）しかない。しかし、そこには複数の巨大魚が存在する可能性もあるという。なお、地元においてナミタロウは「翠」の愛称でも親しまれており、池畔には巨大魚をかたどったモニュメントが屹立している。

## 沿革
2007年の文献を起点に「150年前」、単純計算で1857年頃、現地の若者たちがこの池にコイを放流したという逸話がある。それはやがて体長3メートルに成長し、目は懐中電灯、鱗は一銭銅貨ほどもあったという。また、1950年頃には小滝炭鉱の作業員が体長2メートルのコイを捕獲している。
1966年、長年にわたってこの池を管理している清水一が巨大魚を目撃する。1983年7月、清水はナミタロウの撮影に成功する。その時の様子について「泳ぎ方はソウギョと同じだが体長は4.5メートルあった。それが3個体いた」という趣旨の証言を残している。
1989年4月29日から10月31日にかけて糸魚川市観光課は「巨大魚フェスティバル」を開催する。ナミタロウの写真に対し30万円の懸賞金がかけられたが、7月21日夕刻、糸魚川市民の金子文一が撮影に成功、賞金を手にする。このとき、観光客や糸魚川市教育委員の面々もナミタロウを目撃している（推定された体長は3.5メートル）。さらにはナミタロウのものと思われる直径15cm程のウロコが池畔に展示されていたこともあった。

## 正体
先述のように、放流されたコイがナミタロウであるという説もあるが、2メートルを超えるコイなど考えにくいという反論もある。また、戦時中に食料として配分されたソウギョもしくはそれに混入したハクレン、コクレン、アオウオのいずれかが巨大化したものはないかとの推察もなされている。但し、実際にその正体が何であるかは今だ定かではない。高浪の池の底には水草が生い茂っていることから、本格的に調査するのは難しく、糸魚川市側も調査には消極的だという。